# Nacionalni park Wood Buffalo
Nacionalni park šumskih bizona (engleski: Wood Buffalo National Park), smješten na sjeveroistočnim ravnicama gdje graniče kanadske pokrajine Alberta i Sjeverozapadni teritoriji, je svojom površinom od 44.807 km² najveći nacionalni park u Kanadi. 
Nacionalni park Wood Buffalo je osnovan 1922. godine kako bi zaštitio najveće krdo divljih šumskih bizona (Bison bison athabascae) koje danas broji oko 5.000 jedinki. Park je također posljednje prirodno gnijezdilište američkog ždrala (Grus americana), smješteno na najvećoj kontinentalnoj delti na svijetu, delti rijeka Peace, Birch i Athabasca u rijeku Slave kod zapadne strane jezera Athabasca. Zbog toga je Nacionalni park Wood Buffalo upisan na UNESCO-ov popis mjesta svjetske baštine u Sjevernoj Americi još 1983. godine.

## Odlike
Park ima četiri vrste krajolika: erodirana ledenjačka visoravan, ledenjačke ravnice, slatkovodna delta i aluvijalne riječne nizine. Pored najveće svjetske slatkovodne delte, koja je zaštićena i ramsarskom konvencijom, u parku se nalazi i najveći neprekinuti travnjak Sjeverne Amerike, te brojne močvare i tresetišta, kao i potoci i lokve, a na sjeverozapadnom dijelu parka se nalaze i brojne krške vrtače. Tijekom sušnih razdoblja, blatištima jedne od ravnica dominiraju mineralne soli i pretvaraju ih u slanu ravnicu. Nadmorska visina u parku varira od 183 m kod rijeke Little Buffalo do 954 m visokog Caribou gorja. Stožer parka Wood Buffalo se nalazi u gradu Fort Chipewyan na obali zapadnog vrha jezera Athabasca.
Vegetacija parka je uglavnom crnogorična u kojima dominiraju vrste kao smrča, crna smrča (Picea mariana), Banksov bor (Pinus banksiana) i američki ariš (Larix laricina); dok uz vodene tokove pojedinačno raste topola-balzamovac (Populus balsamifera), a na uzvišenjima topola osika (Populus tremuloides). Na gornjem dijelu visoravni, iznad 1500 m nadmorske visine, raste tundra smrča, breza i vrba.
Pored šumskih bizona i američkih ždralova, u parku obitavaju mnoge druge vrste životinja kao što su: los, američki crni medvjed, mrki medvjed, vuk, ris, dabar, američki zec (Lepus americanus), kanadski ždral (Grus canadensis), grličasta lještarka (Bonasa umbellus) i najsjevernija populacija prugaste guje (Thamnophis sirtalis parietalis), koja stvara zloglasne zajednice u jamama parka.
Sveukupno u parku je zabilježeno 46 vrsta sisavaca i 227 vrsta ptica kao što su: snježna sova, tetrijeb vrste Lagopus lagopus, polarna vrapčarka (Poecile hudsonicus) i ptice selice: snježna guska (Chen caerulescens), kanadska guska (Branta canadensis), lisasta guska, mali labud (Cygnus columbianus), plijenori i svih sedam vrsta sjeverbnoameričkih njorki i patki. Pored američkog ždrala u parku se gnijezde i sivi sokol i bjeloglavi orao. 
Od vodozemaca zabilježeni su kanadska krastača (Bufo hemiophrys), sjeverna leopardska žaba (Rana pipiens), šumska korska žaba (Pseudacris maculata) i šumska žaba (Rana sylvatica). Od 36 vrsta zabilježenih riba dvije su strane vrste.
God. 2007., u parku je satelitskim promatranjem otkrivena do sada najveća zabilježena dabrovska brana, duljine od oko 850 m.
- Delta Peace-Athabasca iz svemira
- Jezero Grosbeak
- Dabrova brana u parku
- Američki pelikani na rijeci Slave
- Šumski bizon u parku

## Vanjske poveznice
- Parks Canada web site  Arhivirana inačica izvorne stranice od 14. veljače 2004. (Wayback Machine) (engl.)
- Great Canadian Parks  Arhivirana inačica izvorne stranice od 26. travnja 2006. (Wayback Machine) (engl.)
- Wood Buffalo National Park, Canada  Arhivirana inačica izvorne stranice od 11. siječnja 2009. (Wayback Machine) (IUCN) (engl.)